# 東米利諾基特 (緬因州)
東米利諾基特（英語：East Millinocket）是一個位於美國緬因州佩諾布斯科特縣的鎮。

## 人口
根據2020年美國人口普查的數據，東米利諾基特的面積為20.23平方千米，當中陸地面積為18.39平方千米，而水域面積為0.84平方千米。當地共有人口1572人，而人口密度為每平方千米78人。